# Rayleigh-fading
Rayleigh-féle fading (jelgyengülés) a rádiójel terjedésének statisztikus modellje.
Rayleigh-fading modellek azt feltételezik, hogy egy jel amplitúdója egy kommunikációs csatornán áthaladva a Rayleigh-eloszlást követve véletlenszerűen fog változni.

## Alkalmazhatóság

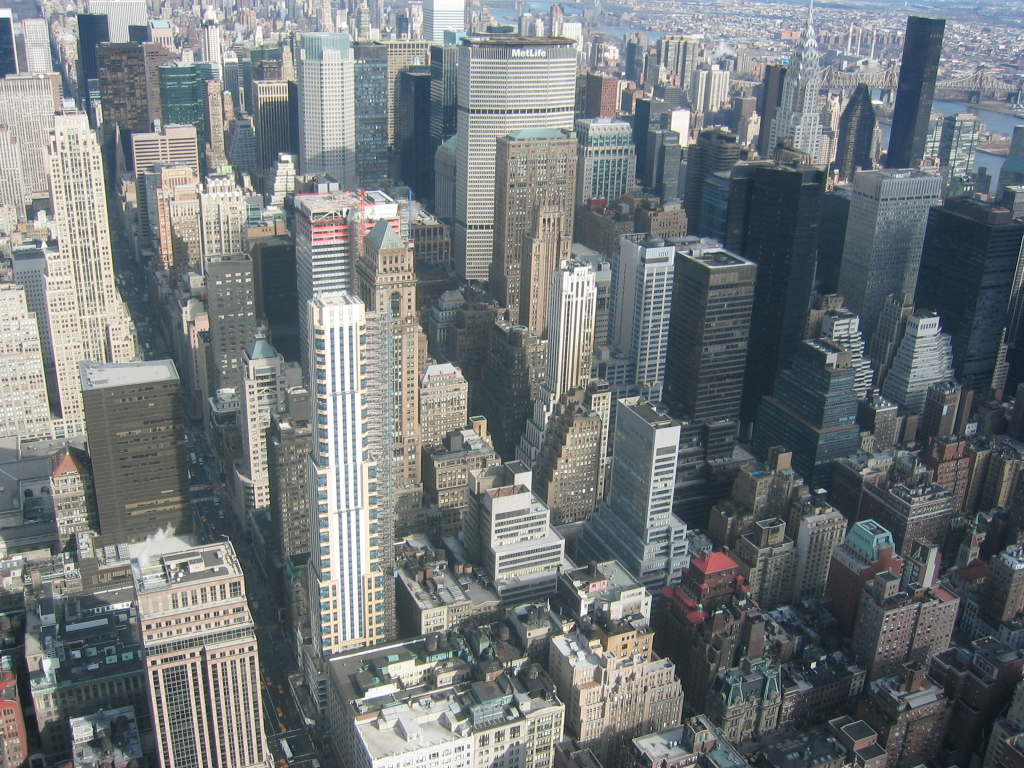
A sűrűn beépített Manhattanről kimutatták, hogy a Rayleigh-fadingos környezetet közelíti.

A Rayleigh fading egy másodperce egy maximálisan 10 Hz-es Doppler eltolódással.

A Rayleigh fading egy másodperce egy maximálisan 100 Hz-es Doppler eltolódással.

## Tulajdonságok

### Átlagos fading időtartam
Az átlagos fading időtartam számszerűsíti milyen hosszú időt tölt a jel a {\displaystyle \,\!\rho } küszöbérték alatt. A Rayleigh fading az átlagos fading időtartam:
{\displaystyle \mathrm {AFD} ={\frac {e^{\rho ^{2}}-1}{\rho f_{d}{\sqrt {2\pi }}}}}.

## Szakirodalom
- Dr. Pap László & Dr. Imre Sándor (2007): A mobil hírközlés alapjai. Budapest: BME Híradástechnikai Tanszék. [halott link]
- John G. Proakis (1995). Digital Communications (3rd ed.). Singapore: McGraw-Hill Book Co. pp. 767–768. ISBN 0-07-113814-5.
- Bernard Sklar (July 1997). "Rayleigh Fading Channels in Mobile Digital Communication Systems Part I: Characterization". IEEE Communications Magazine 35 (7): 90–100. ISSN+0163-6804.
- Dmitry Chizhik, Jonathan Ling, Peter W. Wolniansky, Reinaldo A. Valenzuela, Nelson Costa, and Kris Huber (April 2003). "Multiple-Input–Multiple-Output Measurements and Modeling in Manhattan". IEEE Journal on Selected Areas in Communications 21 (3): 321–331.
- R. H. Clarke (July–August 1968). "A Statistical Theory of Mobile Radio Reception". Bell Systems Technical Journal 47 (6): 957–1000.
- T. S. Rappaport (December 31, 2001). Wireless Communications: Principles and Practice (2nd ed.). Prentice Hall PTR. ISBN 0-13-042232-0.
- William C. Jakes, Editor (February 1, 1975). Microwave Mobile Communications. New York: John Wiley & Sons Inc. ISBN 0-471-43720-4.
- Von Eckardstein, S. and Isaksson, K. (December 1991) (in Swedish) (Master's thesis). Kanalmodeller för radiotransmission (Channel models for radio transmission). Stockholm, Sweden: Royal Institute of Technology.
- P. Dent, G. E. Bottomley and T. Croft (24 June 1993). "Jakes Fading Model Revisited". Electronics Letters 29 (13): 1162–1163.